# Chris Douglas-Roberts
Chris Douglas-Roberts, né le 8 janvier 1987 à Détroit (Michigan), est un joueur américain de basket-ball évoluant au poste d'arrière.

## Biographie

### Carrière universitaire
Il passe trois années dans l'équipe universitaire des Tigers de Memphis. Lors de sa dernière saison à la fac, il joue aux côtés du meneur Derrick Rose, futur n°1 de la draft 2008. Leur équipe échoue en finale du tournoi NCAA face aux Jayhawks du Kansas.

### Carrière professionnelle
Il est drafté en 2008 à la quarantième position, par les Nets du New Jersey.
Le 9 juillet 2008, il signe son premier contrat professionnel avec les Nets.
Le 25 juin 2010, il est transféré aux Bucks de Milwaukee contre un second tour de draft 2012.
Le 10 septembre 2011, il signe en Italie à Bologne.
Le 1er octobre 2012, il signe aux Lakers de Los Angeles mais il est coupé le 22 octobre.
Le 27 octobre, il signe aux Mavericks de Dallas avec le pivot Melvin Ely mais ils sont coupés le jour suivant.
Le 1er novembre, il est sélectionné par les Legends du Texas en D-League. Le 20 novembre, il marque 49 points (16 sur 30 à 2 points, 2 sur 6 à 3 points et 15 sur 17 aux lancers-francs) lors d'un match de pré-saison contre les Warriors de Santa Cruz mais ne peut empêcher la défaite des siens 129 à 126 après trois prolongations.
Le 3 décembre, il revient chez les Mavericks mais il est coupé le 6 janvier.
Durant l'été 2013, il participe à la NBA Summer League avec les Lakers. Le 2 octobre, il signe avec les Knicks de New York mais il est coupé le 25 octobre.
En novembre, il est de nouveau sélectionné par les Legends du Texas.
Le 11 décembre, il signe avec les Bobcats de Charlotte. Le 14 avril 2014, il marque le buzzer beater de la victoire contre les Hawks d'Atlanta, 95 à 93.

## Records personnels et distinctions
Les records personnels de Chris Douglas-Roberts, officiellement recensés par la NBA sont 

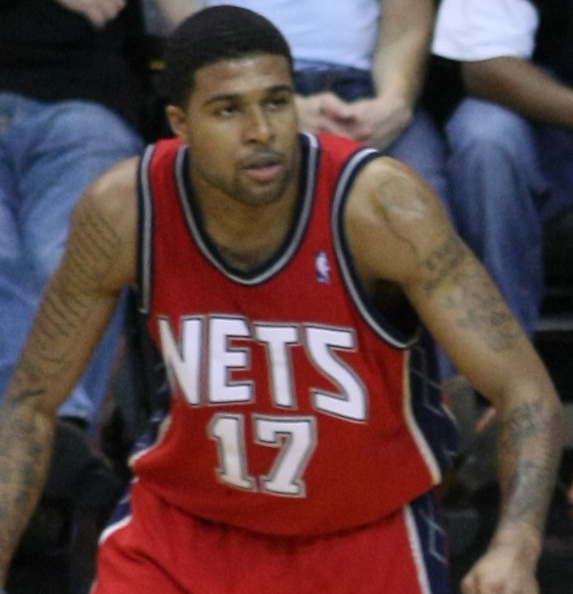
Chris Douglas-Roberts en octobre 2009.

| Type statistique            | Saison régulière | Saison régulière      | Saison régulière | Playoffs | Playoffs        | Playoffs      |
| Type statistique            | Record           | Adversaire            | Date             | Record   | Adversaire      | Date          |
| --------------------------- | ---------------- | --------------------- | ---------------- | -------- | --------------- | ------------- |
| Points en un match          | 31               | @ Bucks de Milwaukee  | 18 novembre 2009 | 17       | Heat de Miami   | 26 avril 2014 |
| Paniers marqués en un match | 13               | @ Bulls de Chicago    | 24 janvier 2011  | 6        | Heat de Miami   | 26 avril 2014 |
| Paniers tentés en un match  | 25               | Pacers de l'Indiana   | 17 novembre 2009 | 8        | Heat de Miami   | 26 avril 2014 |
| Lancers francs réussis      | 12               | @ Bucks de Milwaukee  | 18 novembre 2009 | 6        | Heat de Miami   | 28 avril 2014 |
| Lancers francs tentés       | 14               | @ Bucks de Milwaukee  | 18 novembre 2009 | 6        | Heat de Miami   | 28 avril 2014 |
| Paniers à 3 points réussis  | 4                | 2 fois                |                  | 2        | 2 fois          |               |
| Paniers à 3 points tentés   | 8                | Nets de Brooklyn      | 26 mars 2014     | 4        | Heat de Miami   | 26 avril 2014 |
| Rebonds offensifs           | 4                | @ Bucks de Milwaukee  | 18 novembre 2009 | 2        | @ Heat de Miami | 23 avril 2014 |
| Rebonds défensifs           | 10               | Pacers de l'Indiana   | 17 novembre 2009 | 3        | Heat de Miami   | 26 avril 2014 |
| Rebonds totaux              | 12               | @ Pacers de l'Indiana | 17 novembre 2009 | 4        | @ Heat de Miami | 23 avril 2014 |
| Passes décisives            | 7                | @ Knicks de New York  | 18 mars 2009     | 1        | 2 fois          |               |
| Interceptions               | 3                | 7 fois                |                  |          |                 |               |
| Contres                     | 4                | Heat de Miami         | 7 janvier 2011   |          |                 |               |
| Balles perdues              | 5                | 3 fois                |                  | 2        | Heat de Miami   | 28 avril 2014 |
| Minutes jouées              | 45               | @ Bucks de Milwaukee  | 18 novembre 2009 | 25       | Heat de Miami   | 26 avril 2014 |

- Double-double : 2 (au 28/04/2014)
- Triple-double : 0